# Muzeum války 1866
Muzeum války 1866 je válečné muzeum prusko-rakouské války, které se nachází v nejvyšších místech bojiště bitvy u Hradec Králové u osady Chlum. Jedná se o pobočku Muzea východních Čech v Hradci Králové. Muzeum je od 30. října 2023 do července 2026 z důvodu rekonstrukce uzavřeno.
V minulosti došlo vzhledem ke změnám pojetí, šíře zaměření i provozovatele (vlastníka) k několikerému přejmenování zařízení. Původně (od založení v roce 1936) se jednalo o Válečné museum 1866. Po roce 1948 se používalo označení Památník bitvy 1866 na Chlumu, Památník války 1866 či Vlastivědné středisko Chlum. Úmyslně se nevyužívalo termínu "muzeum". V roce 2010 došlo ke zpřístupnění po rozšíření (dostavbě) a s novým názvem Muzeum války roku 1866 na Chlumu. Stále se však používal i dřívější název Památník bitvy 1866 na Chlumu.
Kolem budovy prochází červená a žlutá turistická značka a také naučná stezka Centrální bojiště Chlum.

## Kontext vzniku
Pietní místo na vrcholu Chlum u stejnojmenné osady se začalo rozvíjet od 70. let 19. století. Jako připomínka válečných obětí zprvu fungovaly na bojišti spontánně zřizované prosté kříže, až posléze nahrazované pomníky ve vlastním slova smyslu. Iniciativu v této fázi vyvíjeli především rodinní příslušníci padlých či zástupci široké veřejnosti, částečně i vojenské útvary, které se prusko-rakouské války roku 1866 účastnily. Už na přelomu let 1866–1867 založil baron Johann A. Liebieg mauzoleum s malou kaplí u tzv. Gabrielina dvora u obce Lípa. Manželé Max Egon a Leontina Fürstenbergovi památce padlých vojáků věnovali honosný kříž v centru rakouského postavení na Chlumu. Nezanedbatelná role připadla také pruskému rytířskému řádu johanitů, jehož pověřenci v září 1866 zakoupili pozemek na Chlumu, v místě, kde se nacházely šachtové hroby pruských vojáků, za účelem založení pruského vojenského hřbitova.
Následně však začaly hroby chátrat. V polovině listopadu 1888 navštívil v rámci honu v blízkém lese Svíb, penzionovaný setník c. k. zeměbrany Jan Nepomuk Steinský, veterán prusko-rakouské války. Vzhledem ke špatnému stavu hrobů padlých spolubojovníků se rozhodl iniciovat zřízení spolku, který by o stav válečných hrobů na bojišti pečoval. Tato myšlenka se dočkala pozitivní odezvy, a tak byl dne 2. prosince 1888 ustaven Komitét pro udržování pomníků na bojišti Královéhradeckém, jehož se stal Jan Steinský předsedou. Mezi lety 1888–1914 se jeho členům podařilo nejen zastavit chátrání válečných hrobů z roku 1866, ale také budovat a iniciovat vznik památek nových. Růst zájmu o historii prusko-rakouské války živil cestovní ruch a zároveň právě rozvoj turismu napomáhal zvelebování areálu bojiště i udržování vzpomínky na dění z roku 1866. Do konce 19. století vzniklo několik set pomníků. V roce 1894 nechal statkář z Dobřenic Karel Weinrich zřídit na Chlumu domek pro strážce bojiště (od 6. 7. 2013 slouží jako infocentrum). V roce 1899 byly postaveny tři zásadní stavby: kovová rozhledna, výletní restaurace a o několik set metrů dále kostnice (osárium) v novogotickém stylu.
V roce 1891, kdy se již bojiště mohlo pyšnit 227 pomníky, vyšel první průvodce po bojišti, pravděpodobně od člena Komitétu Josefa Tausika. V roce 1904 bylo vytvořeno první turistické značení. V roce 1906 se připomínalo 40. výročí prusko-rakouské války, čímž se zvýšil zájem o toto místo. Na bojiště tehdy přicestovaly stovky pamětníků nejen z Rakouska, ale i Saska a Pruska, a odhalena byla na bojišti také nová památka – pomník rakouského 30. praporu polních myslivců v lese Svíbu. Jeho odhalení se účastnila řada předních osobností své doby, např. během své návštěvy Hradce Králové sem v roce 1906 zavítal také francouzský slavista Louis Léger. Čestného hosta po bojišti provedl sám starosta JUDr. František Ulrich spolu s dalšími čelnými představiteli města, výkladu se zhostil místopředseda Komitétu František Waldek.

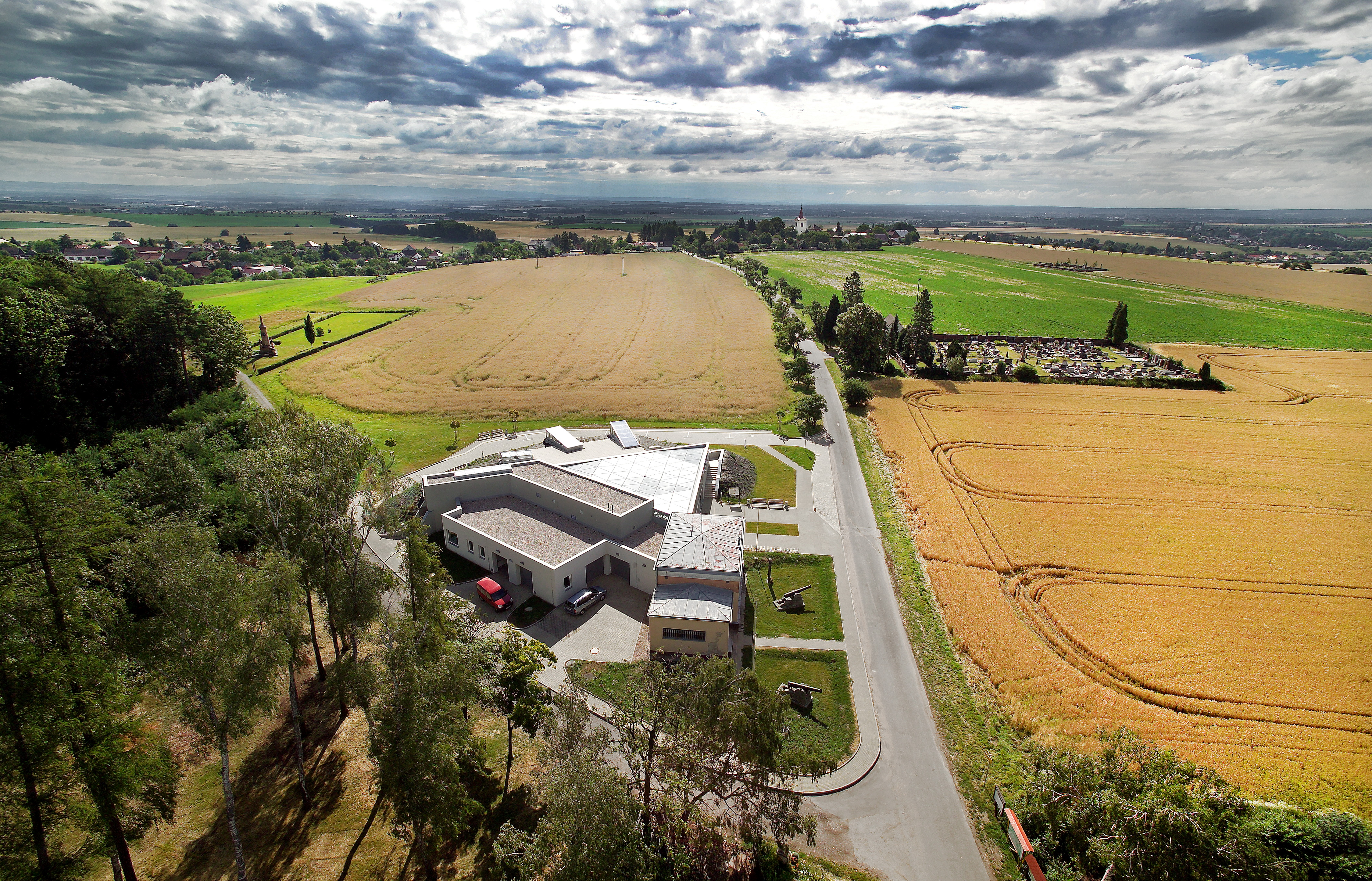
Pohled na Muzeum války 1866 z rozhledny

Další rozvoj památkové péče na Královéhradeckém bojišti v roce 1914 zastavilo vypuknutí první světové války. Komitét tak např. nestačil realizovat záměr vybudování pomníku ve Střezeticích, naplněný až při příležitosti 150. výročí prusko-rakouské války v roce 2016. Poměry se valně nezlepšily ani po skončení válečného konfliktu. Společenská pozice spolku se po vzniku Československé republiky na sklonku roku 1918 přirozeně změnila, nadto mladý stát musel čelit řadě dalších existenčních potíží. Spolek pro udržování pomníků na bojišti královéhradeckém sice nelehké časy přežil, i tak ale rozvoj památkové zóny co do budování nových pomníků ustal. Památkové ochraně bojiště orgány první republiky nebránily, přesto byl spolek znárodněním části svého majetku omezen v možnostech. V roce 1925 vstoupil do řad královéhradeckého spolku sedlák z Máslojed Josef Volf, sám pamětník války z roku 1866. Ten pak v roce 1927 publikoval tiskem své paměti na události prusko-rakouského konfliktu, kde rovněž zúročil své zkušenosti průvodce po bojišti. Kniha vyšla roku 1934 v druhém vydání a německém překladu.

## Historie muzea

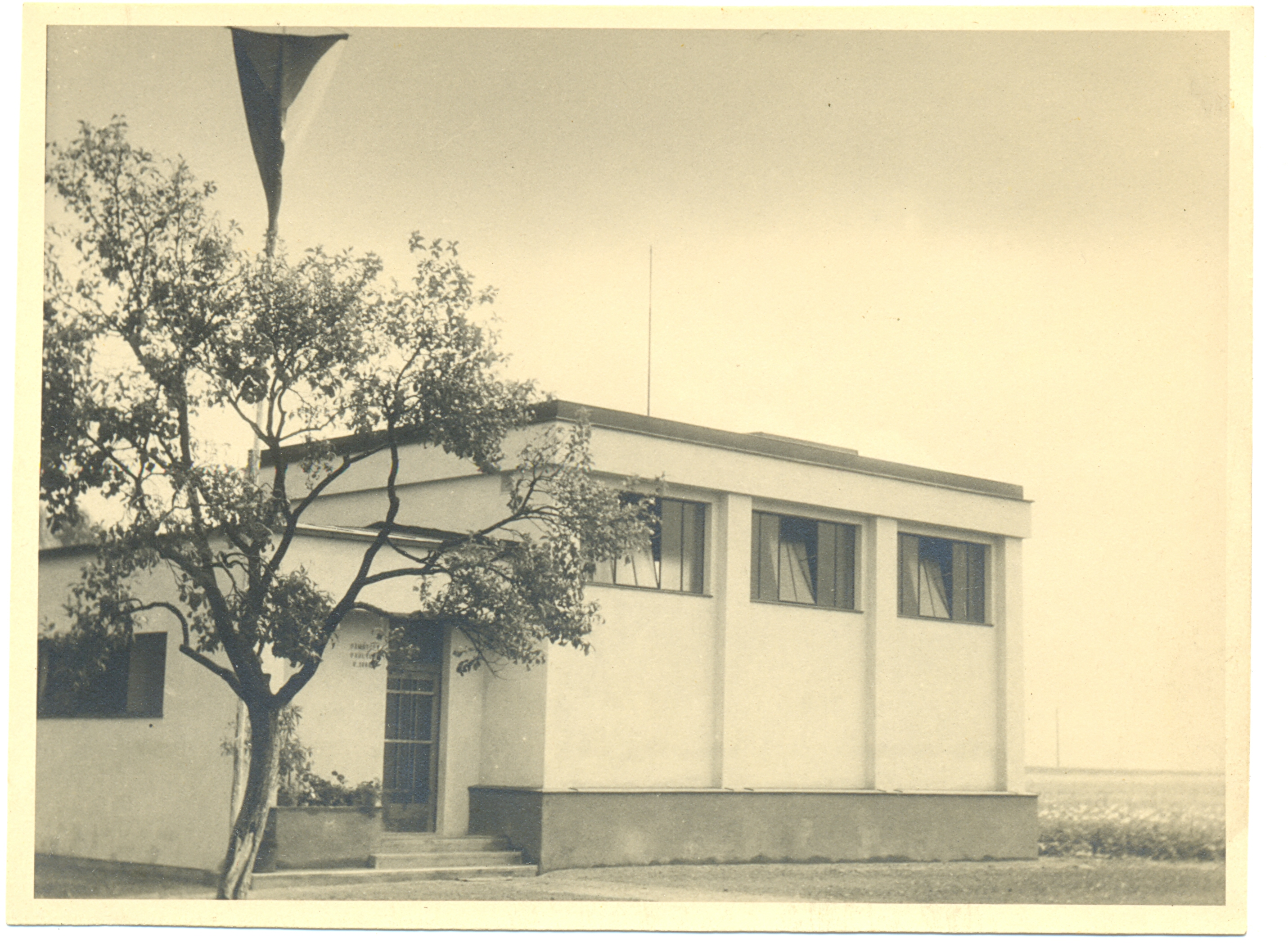
Válečné museum 1866 v roce otevření (1936)

Činnost Spolku pro udržování pomníků na bojišti královéhradeckém nebyla ve 30. letech jen udržovací. Jeho příslušníci se tehdy upnuli na myšlenku zřízení samostatného muzea prusko-rakouské války, a to v samotném srdci někdejšího bojiště z roku 1866. Tato idea byla přitom staršího data. Už v roce 1910 ji v tisku (časopis Ratibor) prezentoval Pokrokový klub v Hradci Králové, byť tehdy se ještě neuvažovalo přímo o Chlumu, ale o využití zbytků bývalé pevnosti v Hradci Králové. Sbírku a expozice k tomuto tématu mělo v té době hradecké historické muzeum, z něhož se vyvinulo dnešní Muzeum východních Čech. Právě výstavba jeho nové budovy i první světová válka způsobily, že se myšlenka samostatného muzea dočasně opustila. Na znovuobnovení tohoto záměru pak došlo v souvislosti s blížícím se 70. výročím prusko-rakouské války.

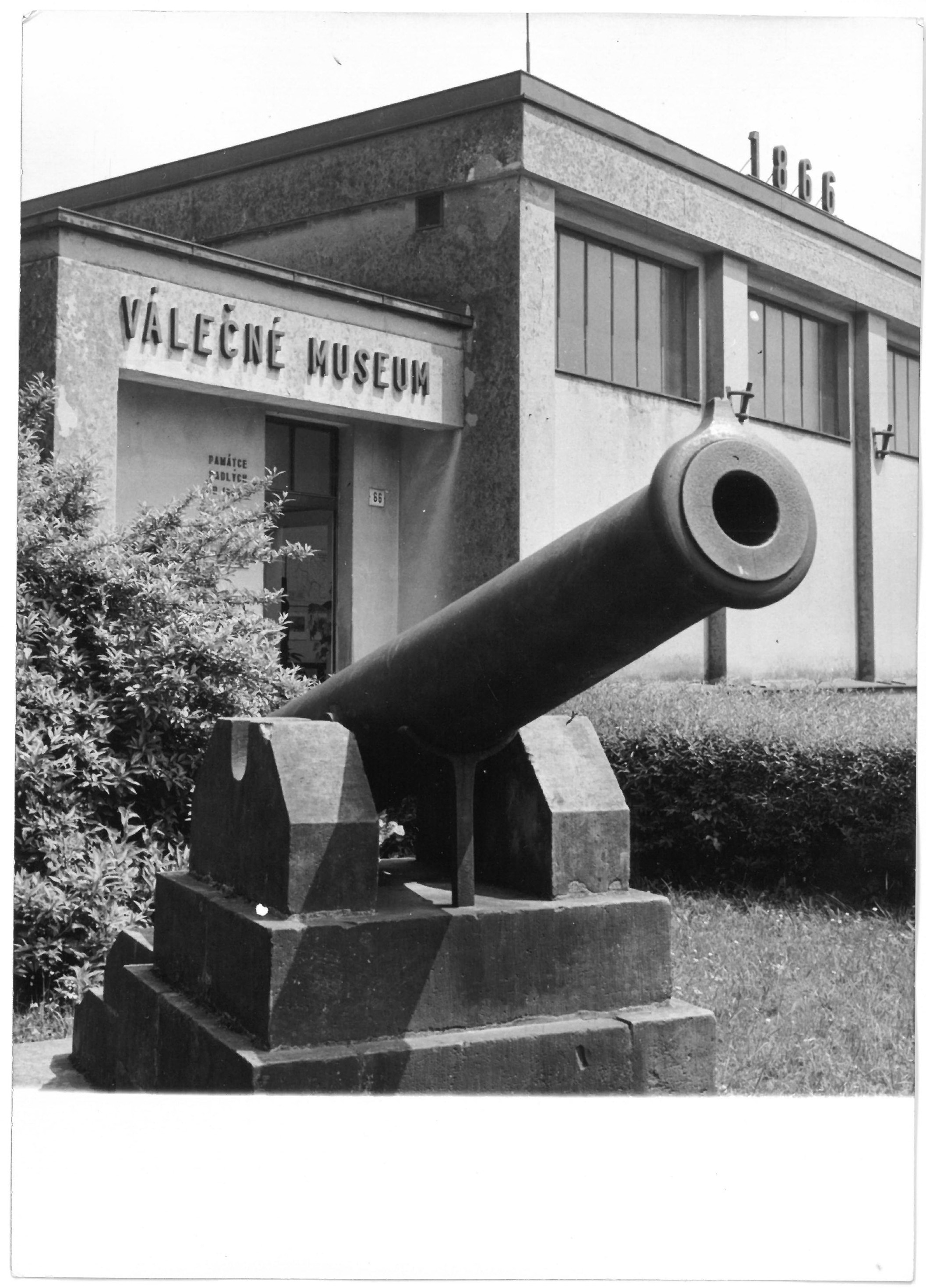
Muzeum v roce 1966

Tematické válečné muzeum bylo vystavěno z iniciativy Josefa Volfa, sedláka z nedalekých Máslojed, který byl pamětníkem události. Významnou iniciační osobností byl i Josef Simon, který spravoval sbírky k tématu války 1866 v královéhradeckém muzeu. Stavba by však nemohla vzniknout bez Komitétu pro udržování pomníků na bojišti Králové-hradeckém, jehož členové a příznivci dokonce poskytli první muzejní exponáty. Výstavba muzeální budovy probíhala v letech 1932 až 1936. Budovu postavil podle návrhu Ing. Františka Friedricha (pracovníka městské technické kanceláře, který se podílel na ochraně městských památek) stavitel Antonín Šandera. Náklady se vyšplhaly na 45 tisíc tehdejších korun. Ke zpřístupnění tehdy "Válečného muzea 1866" došlo v den 70. výročí bitvy u Hradce Králové 3. července 1936. Téhož roku bylo provedeno nové turistické značení a zároveň byl vydán průvodce po bojišti. Jednalo se tak o stěžejní rok v historii lokality, která se konstituovala v pevně zakořeněnou památkovou zónu.
Na přelomu let 1936–1937 čítala sbírka Válečného musea na Chlumu celkem 321 předmětů. Základ sbírkových předmětů tvořila sbírka vrchního soudního rady Karla Mayera, který zemřel v roce 1935, tedy ještě před otevřením muzea. Jednalo se o 221 exponátů. Poštmistr ve Všestarech Jaroslav Souček věnoval 48 předmětů, rolník Skrvna z Čistěvsi poskytl 20 zbraní a dalších 32 zbraní věnovali další lidé z blízkého okolí: např. sedlák a iniciátor stavby Josef Volf z Máslojed, rolník Stránský z Lípy, obchodnice Butová rovněž z Lípy, řezník Hutla, který byl zároveň starostou na Chlumu.

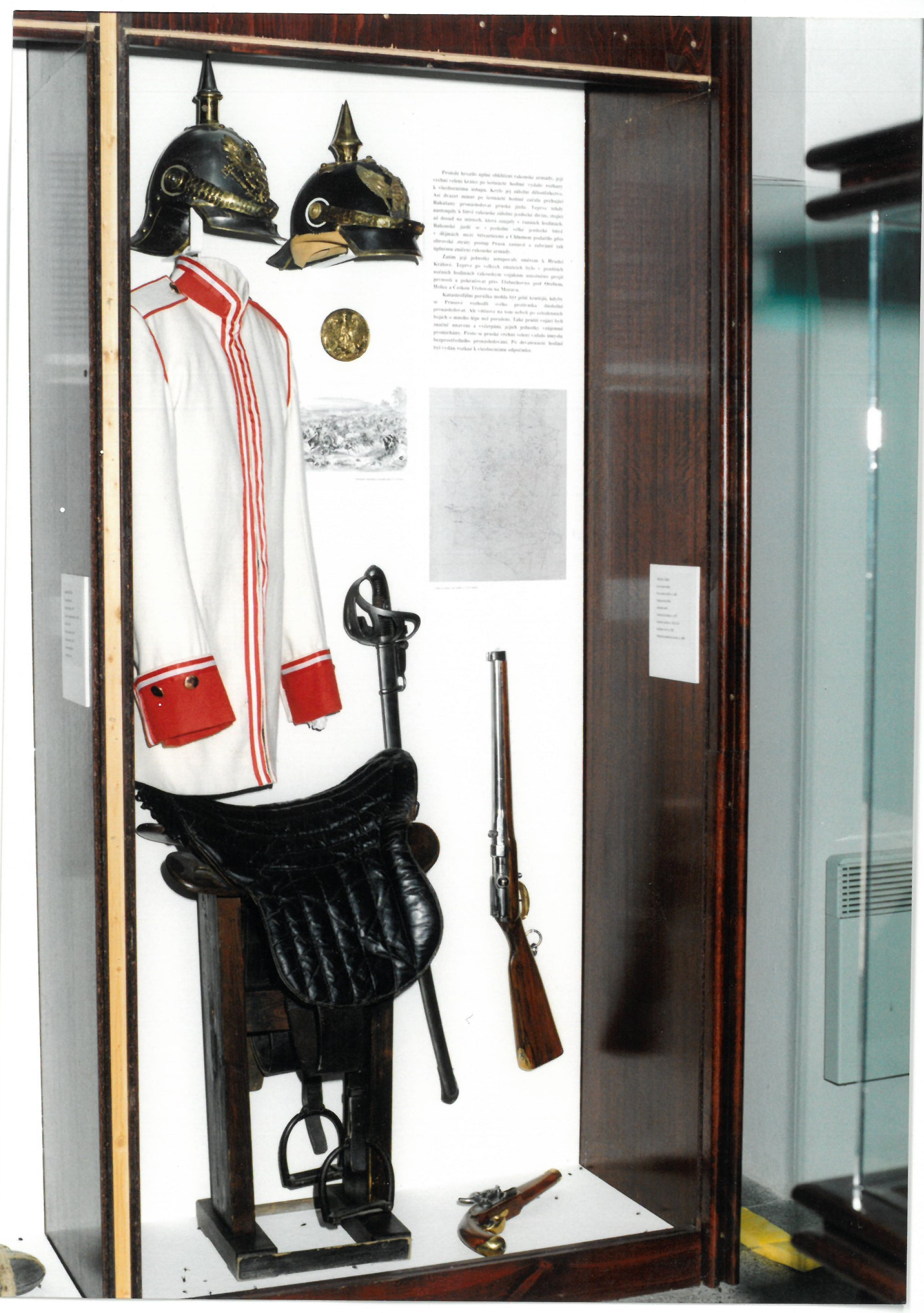
Jedna z vitrín v expozici v polovině 90. let 20. století

Začátkem 50. let 20. století došlo k rozpuštění Spolku pro udržování pomníků na bojišti královéhradeckém (obnoven 1990) a zestátnění jeho majetku, tedy i Válečného musea 1866 na Chlumu a jeho sbírek. Ty skončily nuceným předáním do sbírek dnešního Vojenského historického ústavu v Praze, a jen zlomek se podařilo v 70. letech 20. století získat zpět. V roce 1966 byly již připravené oslavy stého výročí bojů na poslední chvíli zakázány. Atmosféra byla napjatá zvláště poté, co rakouská televize odvysílala reportáž o vzpomínkovém setkání v červenci 1982 – další shromáždění následujícího roku už policie rozehnala a okolí Chlumu bylo uzavřeno příslušníky Sboru národní bezpečnosti.
Nejprve bylo muzeum pobočkou muzea v Hradci Králové, od roku 1956 jej spravovalo Vojenské historické muzeum v Praze, resp. Krajská vojenská správa v Hradci Králové, které o deset let později (1966) provedlo také reinstalaci expozic. Později muzeum spravoval Okresní národní výběr, resp. Okresní úřad v Hradci Králové. Od roku 1993 je pobočkou a od roku 2019 zároveň oddělením Muzea východních Čech v Hradci Králové.

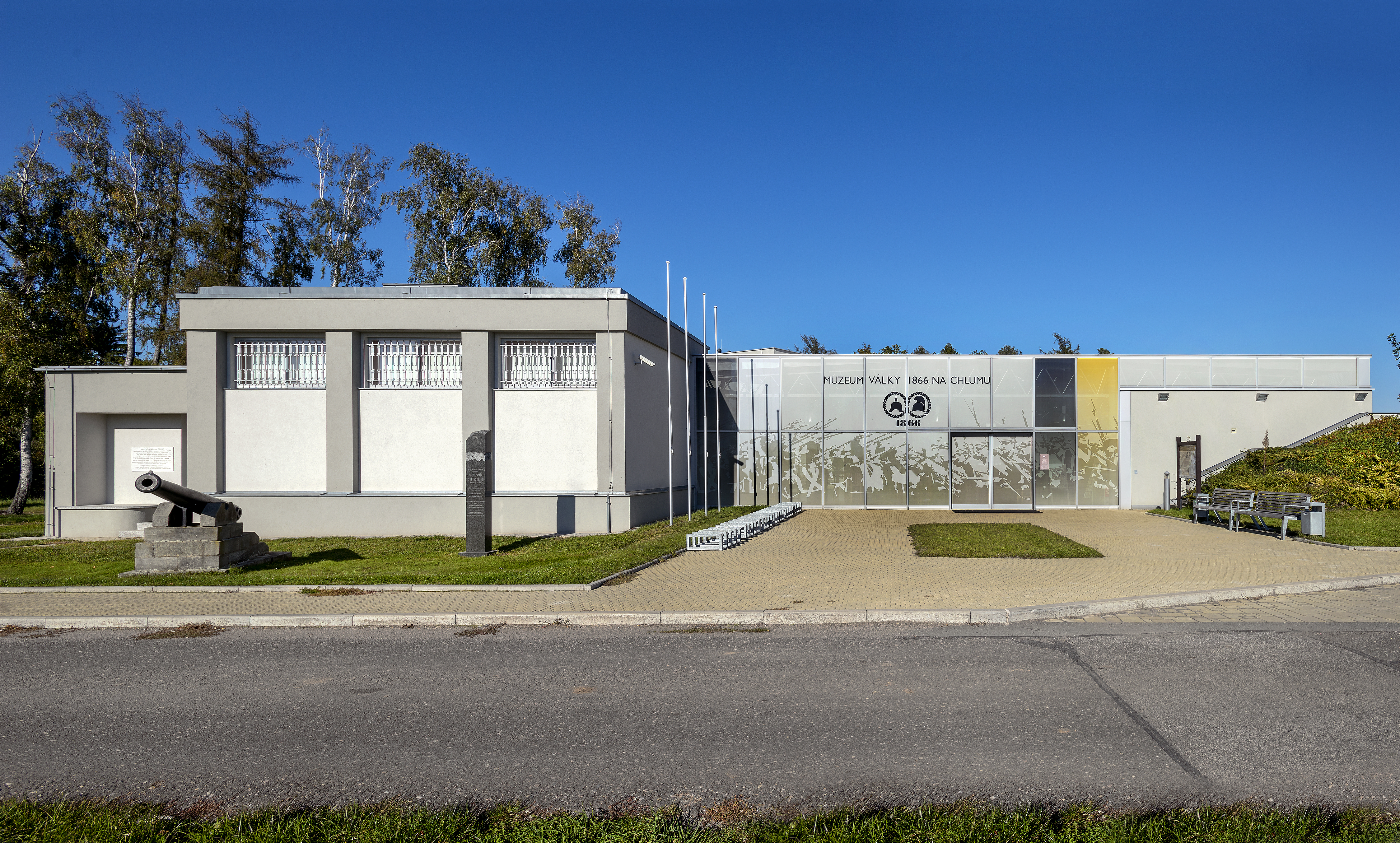
Muzeum války 1866 v roce 2017 (vlevo v popředí budova původního muzea, na níž navázalo rozšíření zpřístupněné 2010)

V letech 2008 až 2010 byla realizována přístavba nové budovy pro rozšíření muzea, jelikož původní stavba již nevyhovovala kapacitním ani expozičním požadavkům.
Následné slavnostní otevření muzea se konalo v den výročí bitvy – 3. července 2010. V roce 2011 bylo opraveno původní muzeum a upraveno na multimediální sál. Další nová podoba expozice byla zpřístupněna 31. března 2012. V rámci investice vznikla mj. také cyklostezka procházející bojištěm.
V polovině prosince 2019 bylo muzeum dočasně uzavřeno z důvodu rekonstrukce vzduchotechniky. Následně byly provedeny i úpravy expozice tak, aby více zohlednily kontext celé prusko-rakouské války. Znovu se muzeum veřejnosti otevřelo na počátku července 2020.
Muzeum je od 30. října 2023 do července 2026 z důvodu rekonstrukce a přípravy nových expozic uzavřeno.

## Expozice
Muzeum se snaží návštěvníkům vysvětlit největší bitvu na českém území v kontextu průběhu prusko-rakouské války. Nabízí expozice s výzbrojí a výstrojí pruské i rakouské armády (pěchota, jezdectvo, dělostřelectvo). Pro porozumění situace je k dispozici maketa koně, kanónu, i odlišné rakouské a pruské pušky. Kromě výzbroje hrála roli také rozdílná taktika, která je rovněž prezentována v kontextu tehdejšího válečnictví. V expozici je též využit dobový tisk a vzpomínky přímých účastníků bitvy i místního obyvatelstva.
K dispozici je též kinosál v historické budově muzea, kde je promítán hraný dokumentární film zachycující politický kontext střetu pohledem vrchního velitele rakouské Severní armády polního zbrojmistra Ludvíka Benedeka a jeho manželky Julie, autora operačního plánu rakouské armády generálmajora Gideona von Krismaniće, důstojníka císařské generální adjutantury podplukovníka Friedricha Becka i samotného rakouského císaře Františka Josefa I.

Muzeum také zajišťuje návštěvnický provoz rozhledny Chlum v bezprostřední blízkosti. Součástí areálu je od léta 2013 rovněž informační centrum v budově zrekonstruovaného historického domku pro strážce památníků z roku 1894.

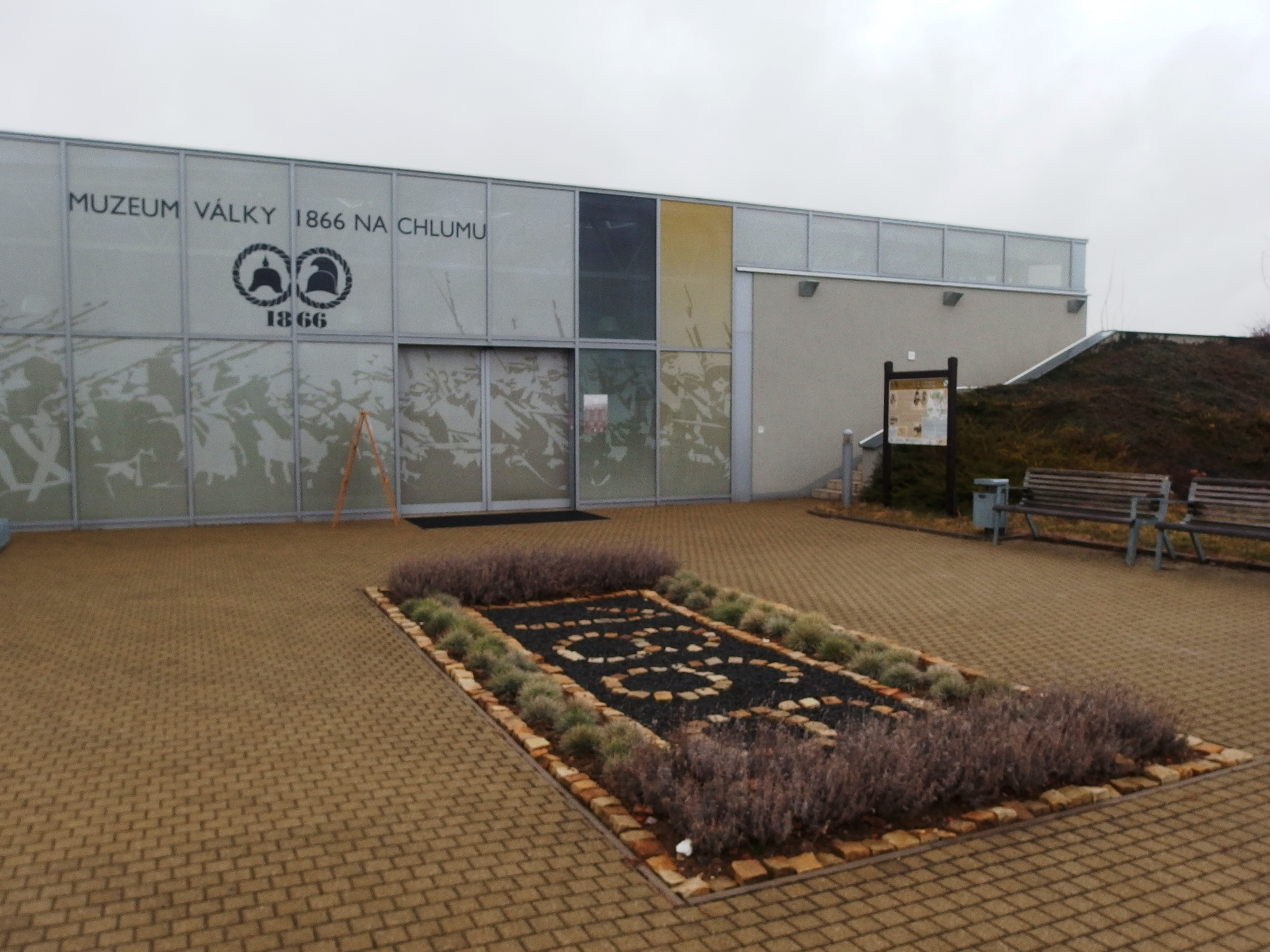
Vstup do muzea
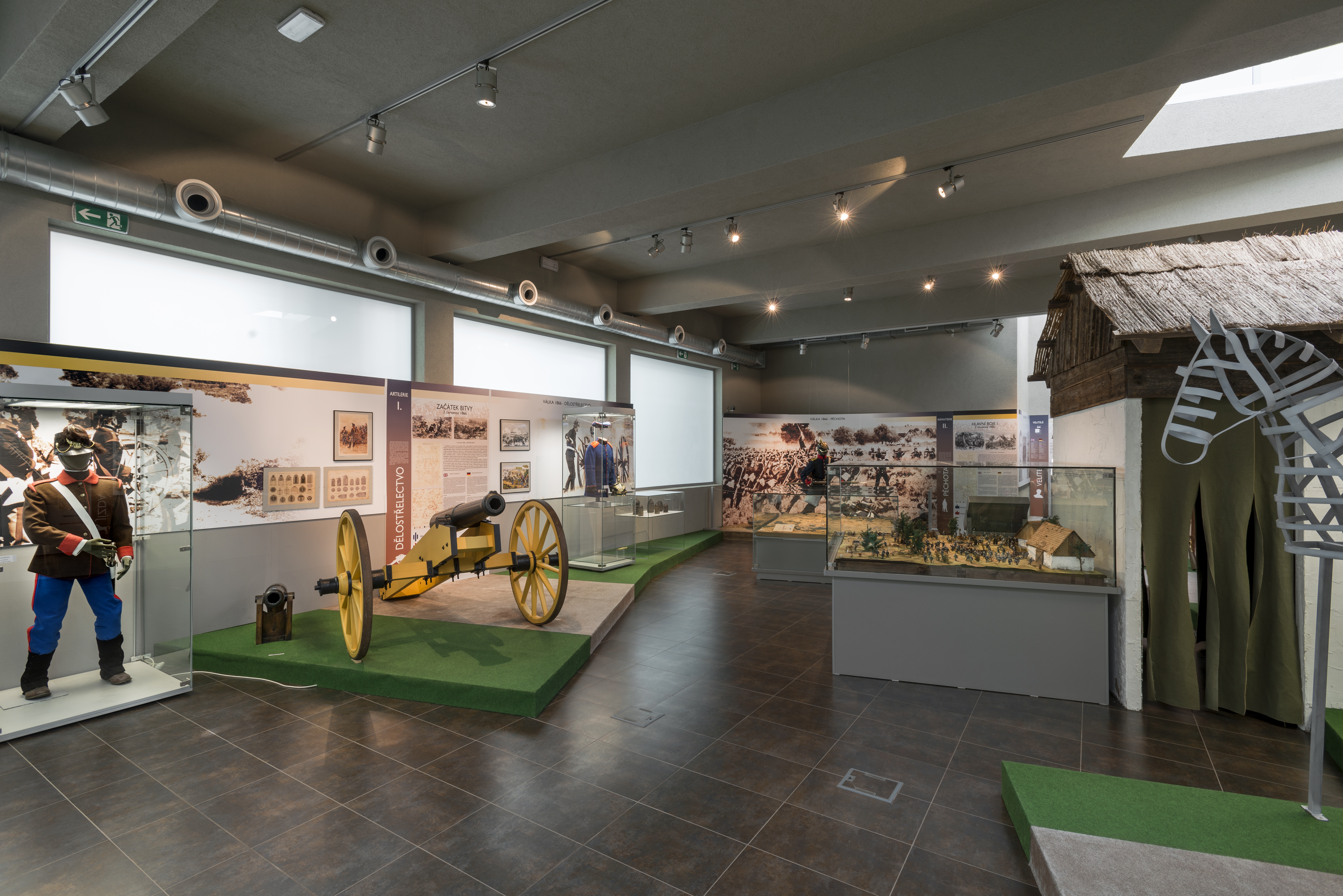
Interiér muzea
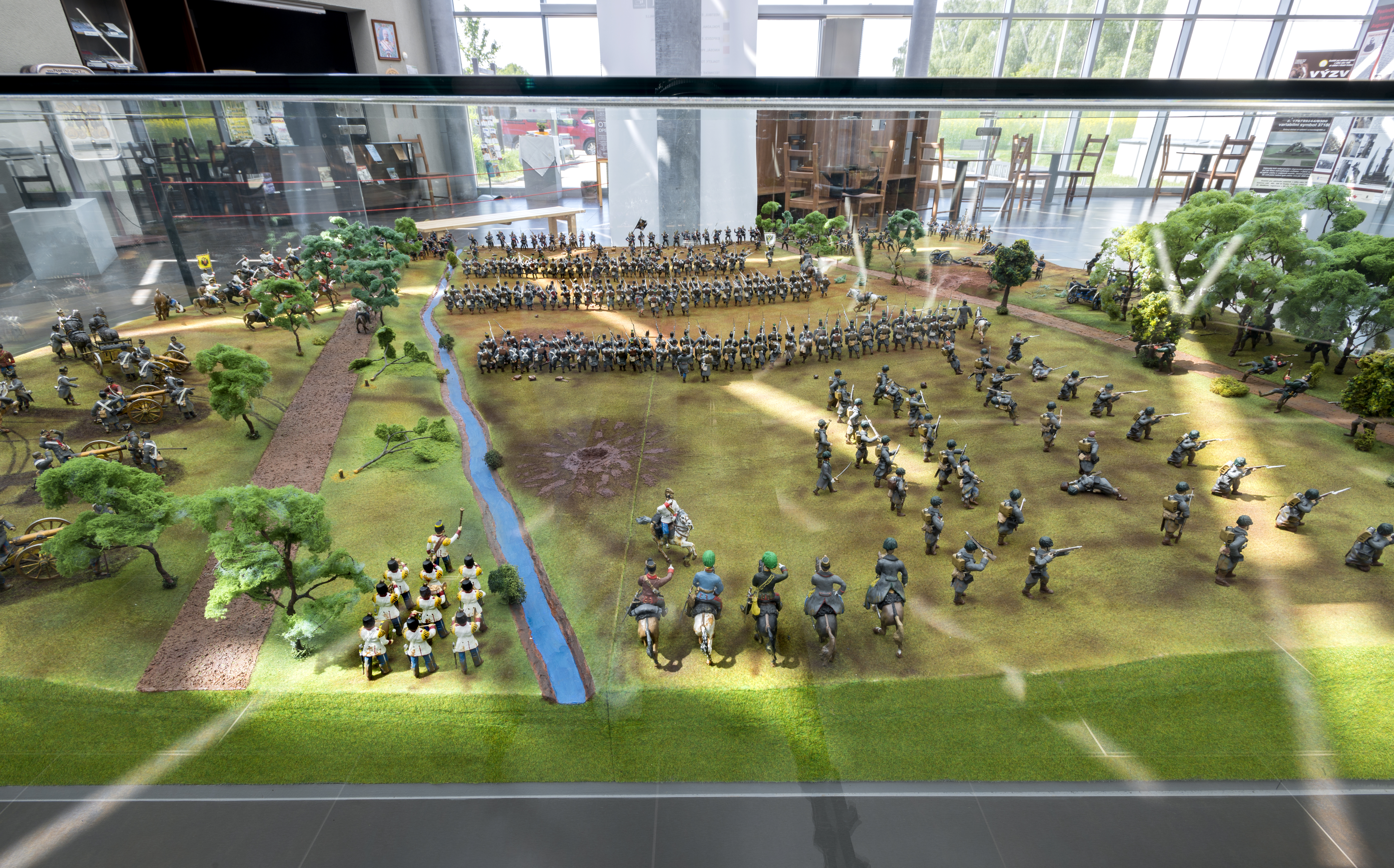
Model bitvy
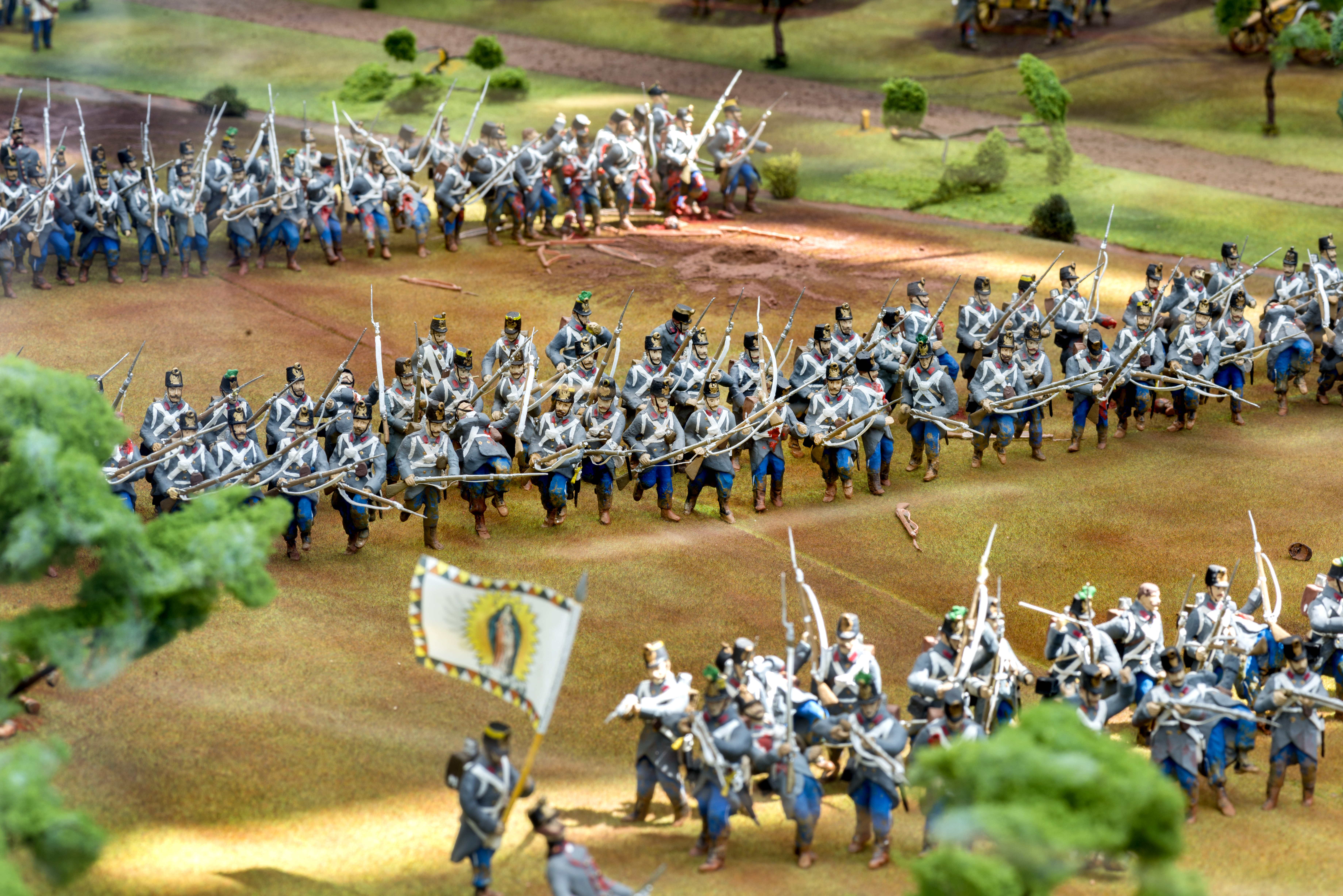
Detail modelu bitvy
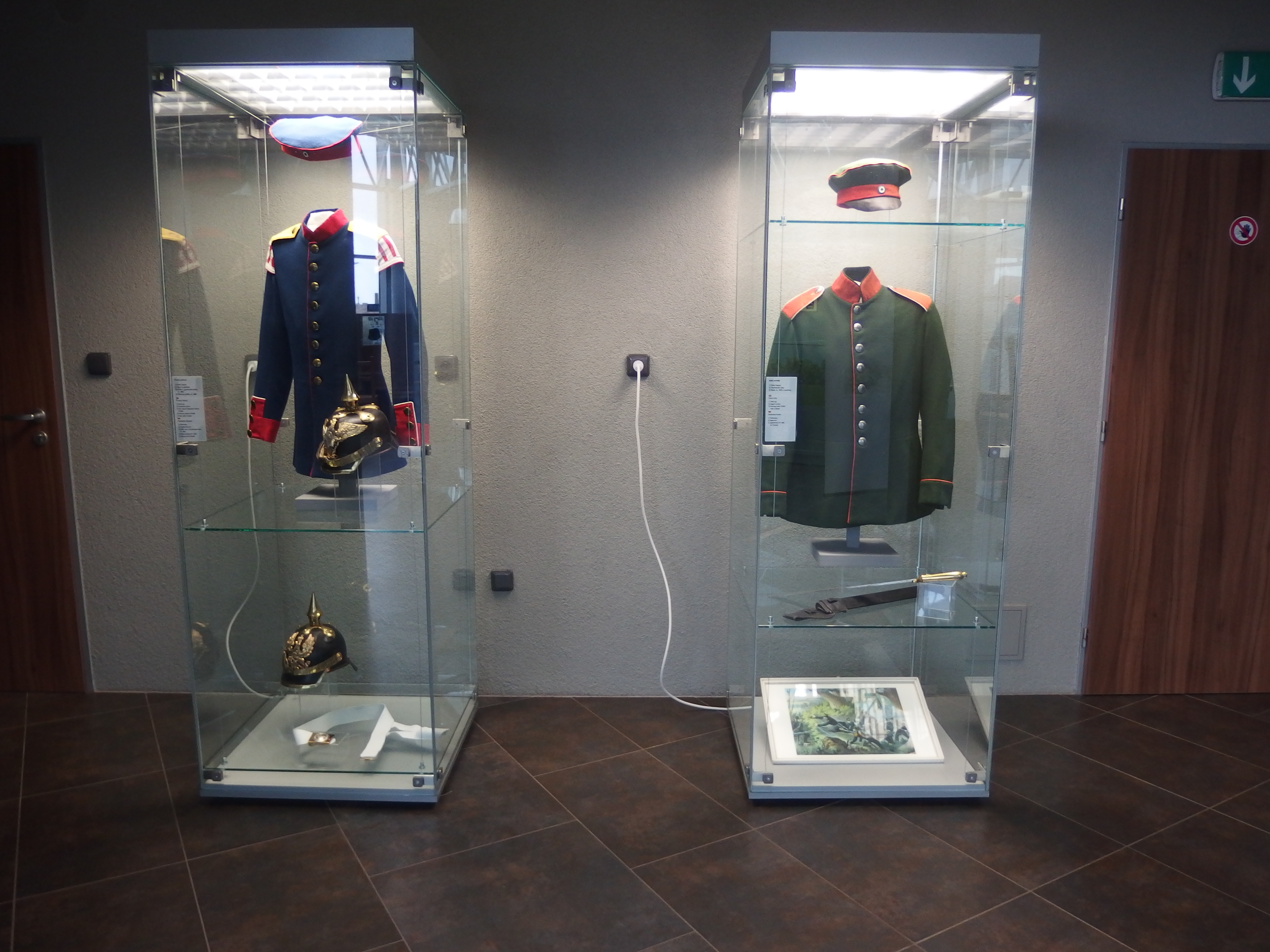
Z expozic
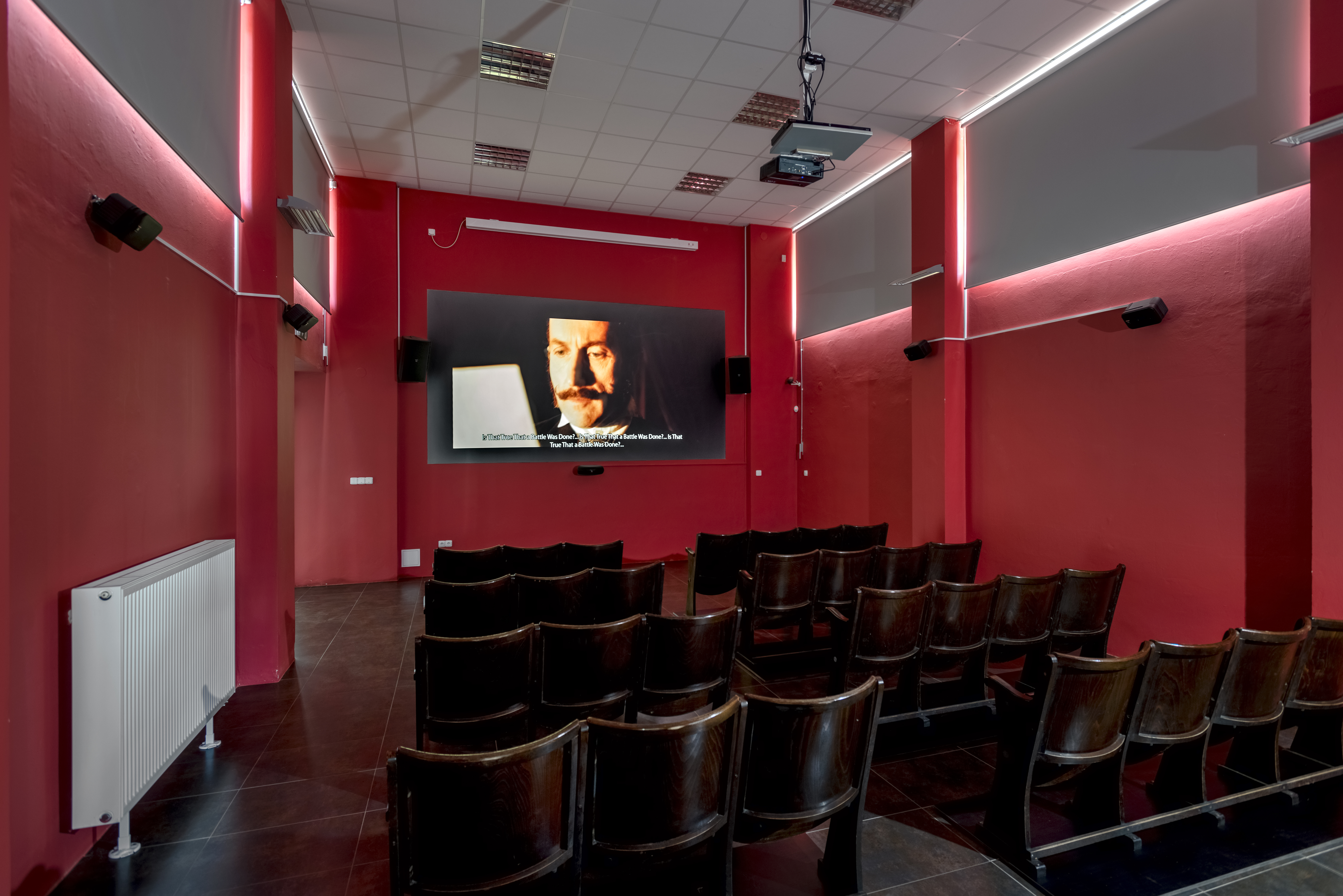
Kinosál

## Návštěvnost
Návštěvnost expozic muzea se pohybuje kolem sedmi tisíc vstupů za rok. V roce 2016 byl zájem vyšší v souvislosti se 150. výročím bitvy a války.
| Rok  | Návštěvnost | Poznámky                                                                                       |
| ---- | ----------- | ---------------------------------------------------------------------------------------------- |
| 2015 | 6 984       |                                                                                                |
| 2016 | 12 436      |                                                                                                |
| 2017 | 7 025       |                                                                                                |
| 2018 | 7 362       |                                                                                                |
| 2019 | 5 486       |                                                                                                |
| 2020 | 2 869       | několikaměsíční uzavření kvůli šíření covidu-19                                                |
| 2021 | 5 061       | několikaměsíční uzavření kvůli šíření covidu-19, tradičně nejnavštěvovanějším měsícem červenec |
| 2022 | 6 509       |                                                                                                |
| 2023 | 6 214       |                                                                                                |

Infocentrum v někdejším strážním domku ročně navštíví na čtyři tisíce lidí.

## Pomníky
Kromě výstavní činnosti muzeum pečuje o válečné hroby a pomníky války 1866, které jsou ve správě Muzea východních Čech v Hradci Králové. Celkově se na širším území bojiště nachází na 480 pomníků, což dohromady vytváří největší soubor funerální architektury na území Česka. Od roku 1904 procházejí areálem turistické značky.
Vývoj počtu pomníků na bojišti u Hradce Králové:
- 1891: 227
- 1898: 319
- 1899: 342
- 1901: 400
- 1914: 419
- 2020: 474

V roce 1996 bylo „Území bojiště u Hradce Králové“ vyhlášeno krajinnou památkovou zónou.

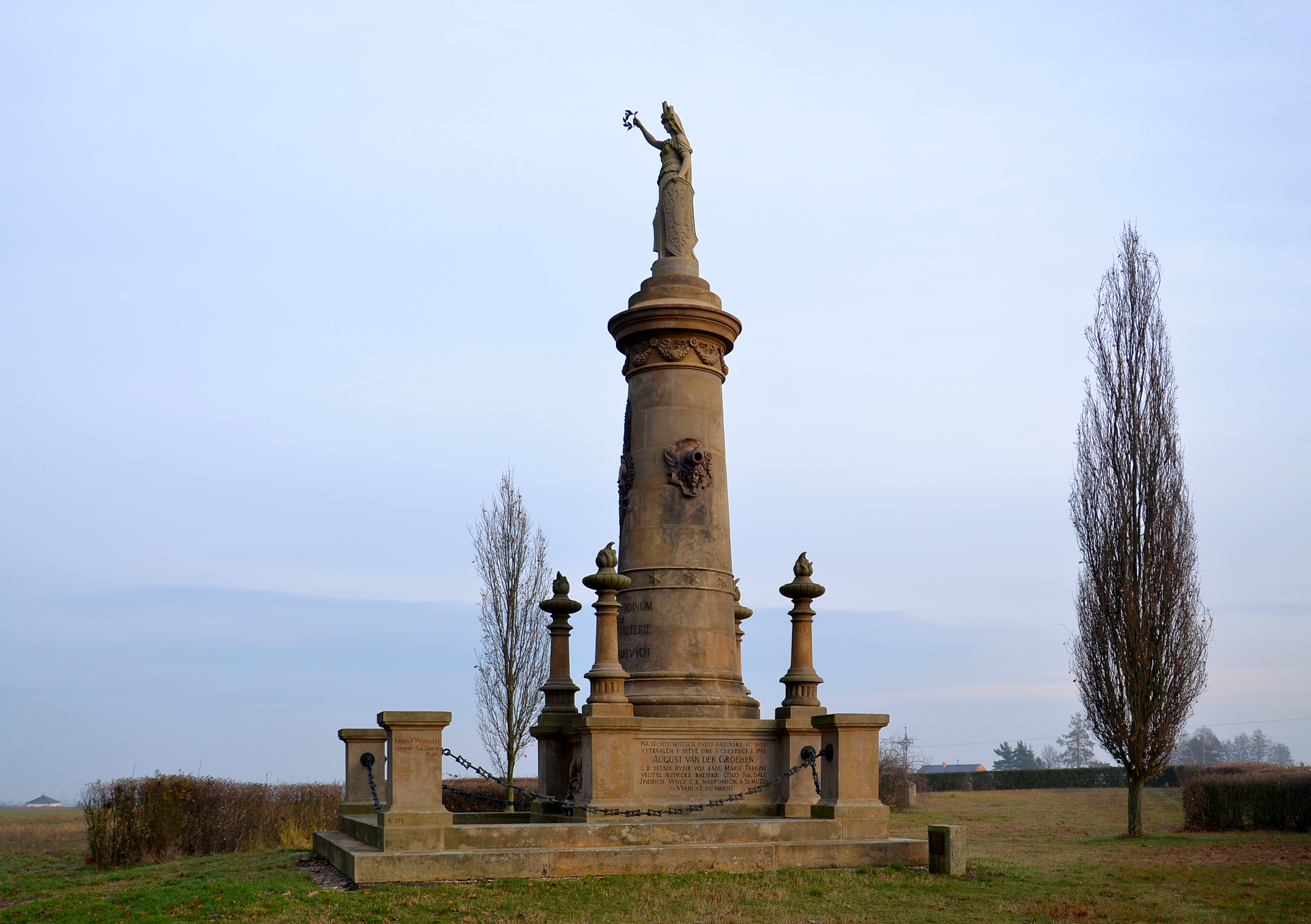
Baterie mrtvých, památník stojící nedaleko od budovy muzea
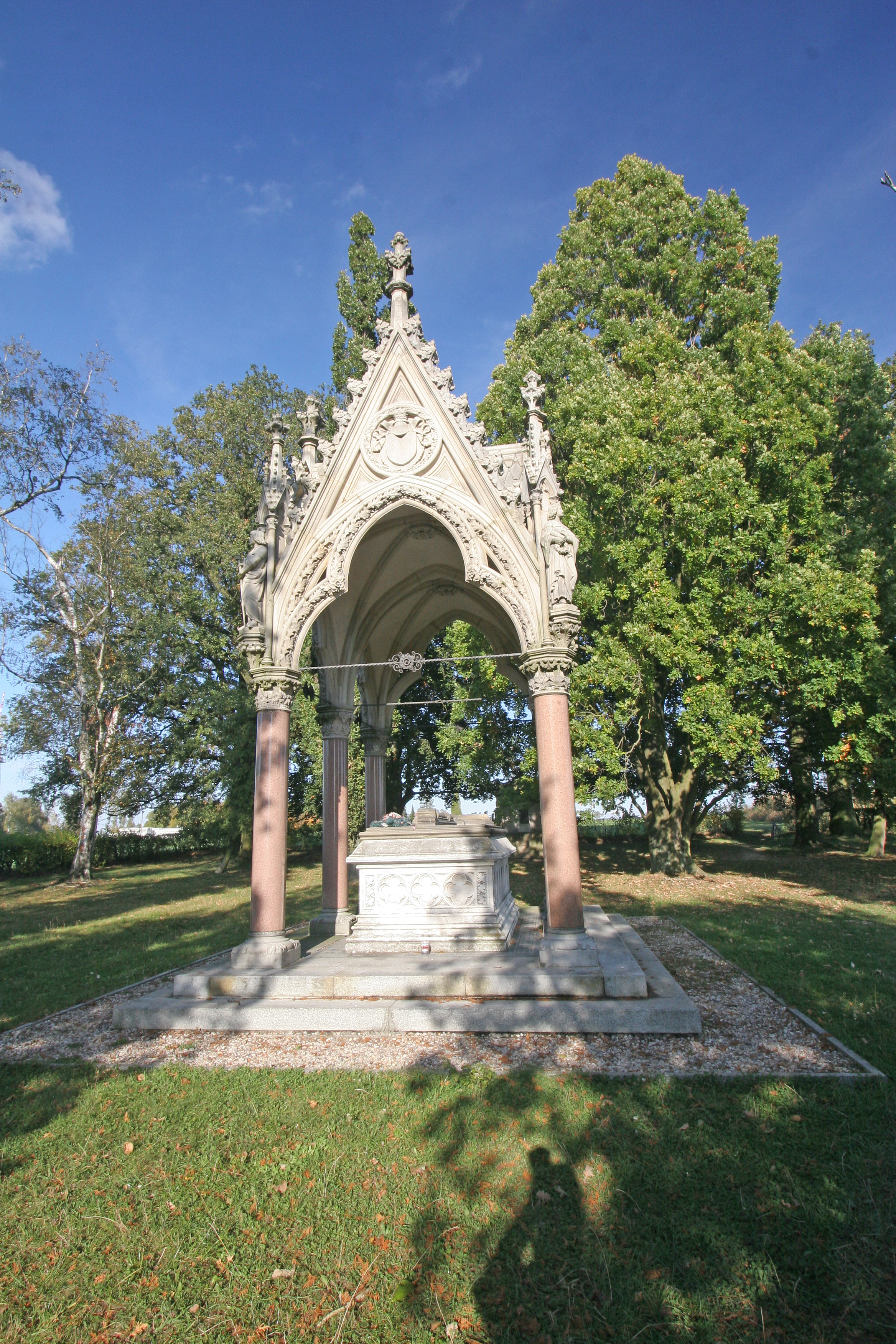
Osárium se nachází asi půl kilometru od budovy muzea.